# Lev Lochinski
Lev Ilitch Lochinski (en russe : Лев Ильич Лошинский) est un mathématicien et un problémiste soviétique né le 17 janvier 1913 à Varsovie dans l'Empire russe et mort le 19 février 1976 à Moscou.  Il fut un des quatre premiers problémistes à recevoir le titre de grand maître international pour la composition échiquéenne à sa création en 1972.

## Palmarès
Lochinki a composé près de 400 problèmes dont plus d'une centaine ont remporté des premiers prix. Il est considéré comme un des plus grands problémistes russes. Spécialiste des problèmes orthodoxes en 2 et 3 coups, il remporta les neuf premiers championnats soviétiques de composition de problèmes en 3 coups (de 1945 à 1968) et quatre championnats de composition dans la catégorie des problèmes en deux coups (1947-1948, 1949-1952, 1953-1955 et 1959-1961) ainsi que le championnat de 1965-1966 dans la catégorie des problèmes en plus de trois coups.

## Biographie
Lochinski était professeur de mathématiques à l'Université de Moscou. 